# Запуста (Мазовецьке воєводство)
Запуста (пол. Zapusta) — село в Польщі, у гміні Сенно Ліпського повіту Мазовецького воєводства.
Населення — 82 особи (2011).
У 1975—1998 роках село належало до Радомського воєводства.

## Демографія
Демографічна структура станом на 31 березня 2011 року:
|          | Загалом | Допрацездатний вік | Працездатний вік | Постпрацездатний вік |
| -------- | ------- | ------------------ | ---------------- | -------------------- |
| Чоловіки | 43      | 5                  | 31               | 7                    |
| Жінки    | 39      | 5                  | 22               | 12                   |
| Разом    | 82      | 10                 | 53               | 19                   |